# Hedipo
Hedipo Gustavo da Conceição (sinh ngày 7 tháng 2 năm 1988), thường được gọi là Hedipo, là một cầu thủ bóng đá người Brasil chơi ở vị trí tiền vệ tấn công. Anh từng có khoảng thời gian thi đấu tại Việt Nam trong màu áo của Becamex Bình Dương và SHB Đà Nẵng.

## Thống kê nghề nghiệp

### Câu lạc bộ
Tính đến ngày 16 tháng 1 năm 2022
| Câu lạc bộ         | Mùa giải       | Giải đấu       | Giải đấu | Giải đấu | Cúp  | Cúp | Châu lục | Châu lục | Khác | Khác | Tổng cộng | Tổng cộng |
| Câu lạc bộ         | Mùa giải       | Hạng           | Trận     | Bàn      | Trận | Bàn | Trận     | Bàn      | Trận | Bàn  | Trận      | Bàn       |
| ------------------ | -------------- | -------------- | -------- | -------- | ---- | --- | -------- | -------- | ---- | ---- | --------- | --------- |
| Juazeiro           | 2014           | —              | —        | —        | 0    | 0   | –        | –        | 7    | 0    | 7         | 0         |
| São Carlos         | 2014           | —              | —        | —        | 0    | 0   | –        | –        | 9    | 0    | 9         | 0         |
| Southern Myanmar   | 2017           | Myanmar NL     | 8        | 3        | 0    | 0   | –        | –        | 0    | 0    | 8         | 3         |
| Shan United        | 2019           | Myanmar NL     | 6        | 3        | 0    | 0   | 3        | 1        | 0    | 0    | 9         | 4         |
| Kalteng Putra      | 2019           | Liga 1         | 12       | 5        | 0    | 0   | –        | –        | 0    | 0    | 12        | 5         |
| Bhayangkara        | 2019           | Liga 1         | 5        | 0        | 0    | 0   | –        | –        | 0    | 0    | 5         | 0         |
| Becamex Bình Dương | 2020           | V.League 1     | 17       | 5        | 0    | 0   | –        | –        | 0    | 0    | 17        | 5         |
| SHB Đà Nẵng        | 2021           | V.League 1     | 1        | 0        | 0    | 0   | –        | –        | 0    | 0    | 1         | 0         |
| Persipura Jayapura | 2021           | Liga 1         | 9        | 0        | 0    | 0   | –        | –        | 0    | 0    | 9         | 0         |
| Tổng sự nghiệp     | Tổng sự nghiệp | Tổng sự nghiệp | 49       | 12       | 0    | 0   | 3        | 1        | 16   | 0    | 68        | 13        |

Ghi chú
1. ↑  Số trận tại Campeonato Baiano
2. ↑  Số trận tại Campeonato Paulista A3
3. ↑  Số trận tại AFC Cup